# Bataille d'Hollabrunn (1805)
Troisième Coalition
Batailles
Batailles navales
- Rocher du Diamant (1805)
- Cap Finisterre (1805)
- îles Chausey (1805)
- Trafalgar (1805)
- Cap Ortegal (1805)

Campagne d'Allemagne (1805) : opérations en Bavière - Autriche - Moravie
- Donauwörth
- Wertingen
- Günzburg
- Haslach-Jungingen
- Memmingen
- Elchingen
- Nerenstetten
- Neresheim
- Ulm
- Ried
- Lambach
- Bodenbichl
- Steyr
- Amstetten
- Mariazell
- Dürenstein
- Hollabrunn (Schöngrabern)
- Wischau
- Austerlitz

Campagne d'Italie (1805) : Opérations en Italie du Nord
- Vérone
- Caldiero
- Forano
- Castelfranco Veneto

Invasion de Naples (1806)
- Gaète
- Campo Tenese
- Maida
- Lauria
- Maratea
- Amantea
- Mileto

La bataille d'Hollabrunn, également appelée bataille de Schöngrabern,  est une bataille de la campagne de 1805 de Napoléon Ier. Cette bataille du 25 brumaire an XIV (16 novembre 1805) oppose les 7 300 hommes de Pierre de Bagration aux 20 600 hommes de Joachim Murat.
Elle fait partie des courts engagements meurtriers qui préparent la bataille d'Austerlitz le 2 décembre.

## Contexte immédiat
Murat, pensant qu'il avait face à lui le gros de l'armée russe, n'osa pas attaquer et accepta même un armistice.
Napoléon en est outragé : 
« A Murat

Il m'est impossible de trouver des termes pour vous exprimer mon mécontentement.

Vous ne commandez que mon avant-garde et vous n'avez pas le droit de faire d'armistice sans mon ordre; vous me faites perdre le fruit d'une campagne. Rompez l'armistice sur-le-champ et marchez à l'ennemi. Vous lui ferez déclarer que le général qui signe cette capitulation n'a point le droit de le faire; qu'il n'y a que l'Empereur de Russie qui ait ce droit; toutes les fois cependant que l'Empereur de Russie ratifierait ladite convention, je la ratifierai. Mais ce n'est qu'une ruse; marchez, détruisez l'armée russe; vous êtes en position de prendre ses bagages et son artillerie.

L'aide de camp de l'Empereur de Russie est un polisson; les officiers ne sont rien quand ils n'ont pas de pouvoirs; celui-ci n'en avait point; les Autrichiens se sont laissé jouer pour le passage du pont de Vienne, vous vous laissez jouer par un aide de camp de l'empereur, je ne conçois pas comment vous avez pu vous laisser jouer à ce point. »
Les Français reprennent donc des positions de combat.

## Postérité
Dans Guerre et Paix de Léon Tolstoï, la bataille est longuement décrite dans toute la Partie 2 du livre 1; et est adapté en film et séries TV dans les différentes adaptation du roman.